# Los Fruittis
Los Fruittis es una serie de animación española producida y dirigida por Antoni D'Ocon en 1989 que logró gran popularidad entre los niños de la época, debido a la personalidad de las frutas animadas.

## Reseña
Estrenada en septiembre de 1990, fue emitida por las diferentes cadenas de Europa y Estados Unidos. Está ambientada en una isla con un gran volcán donde hay una aldea en la que viven una comunidad de frutas, frutos secos, vegetales, legumbres y plantas. Esta comunidad vive tranquila en su aldea hasta que comienzan las sacudidas que produce el volcán, es entonces cuando Mochilo, Gazpacho y Pincho emprenden camino en busca de un nuevo volcán donde pueda vivir la aldea. En su aventura encontrarán a Kumba. En cada aventura los personajes resuelven sus problemas en base al compañerismo y la amistad a pesar de sus diferencias.
Los Fruittis (The Fruitties) fue la primera serie de la historia que se digitalizó y coloreó con 8 bits. D'Ocon ideó un programa de coloreo digital y con ayuda de exalumnos de la Universidad de Grenoble (Francia) que habían constituido una sociedad Getris Image para crear una de las primeras plataformas de diseño y pintura. Logró crear el D'Oc Animation System, patente que desarrolló en los Estados Unidos y España.[cita requerida]

## Protagonistas
- Kumba: es una niña samai de piel blanca y pelo castaño en dos coletas, vestida con dos trozos de tela verde. Fue salvada por Mochilo, Pincho y Gazpacho del ataque de dos tigres. Kumba ayuda a los fruittis a encontrar un nuevo hogar gracias a su conocimiento del bosque, tras lo cual se instala en su aldea como una más. En el capítulo 3 Kumba encuentra una nota en una botella de su hermano mayor Lucas y revela toda su historia: Kumba era la hija de dos exploradores arqueólogos y viajaba junto a ellos y su hermano por todo el mundo, hasta que un día se separaron de sus padres al caer por una cascada. Su hermano salió a buscarlos pero no regresó y la niña fue encontrada por la tribu samai, que le puso el nombre de Kumba. Los fruittis tratarán de reencontrar a Kumba con su familia perdida.
- Mochilo: es un plátano de origen canario que lleva una mochila a sus espaldas, de la que siempre saca todo lo necesario para salir de los apuros, ya sean cuerdas, balsas o tiendas de campaña. Es el más serio e inteligente del grupo y siempre se las ingenia para ayudar a sus compañeros, ya que a diferencia de ellos, él usa el razonamiento lógico. Conoce a Gazpacho en la competición al Bosque del Laberinto para elegir a los expedicionarios que irían a buscar un nuevo hogar.
- Gazpacho: es una carismática piña andaluza. Gazpacho se define a sí mismo como un "sabio", trabajo para el cual tiene que quedarse pensando (o durmiendo) en vez de trabajando. Hace gala de su gran refranero español y de toda clase de frases ingeniosas. Suele equivocarse con frecuencia en sus comentarios y decisiones y hace oídos sordos a las correcciones de sus amigos, especialmente de Mochilo. Esto terminará poniendo al grupo en más de una situación comprometida.
- Pincho: es un higo chumbo, inocente y despistado, cualidades que predisponen a sus compañeros a pincharse con él, sobre todo Gazpacho. Su manera de ser es bastante sencilla y le gusta mucho jugar y divertirse. Pese a ser un cactus se quedó en el bosque al perderse del desierto, sin saber volver. Es encontrado por Gazpacho y Mochilo durante la competición al Bosque del Laberinto. Sus pinchos suelen ser una defensa eficaz frente a la mayoría de enemigos a los que se enfrentan. En ocasiones también utiliza sus higos chumbos como arma arrojadiza.
- Fresón: es el alcalde de la comunidad. De vez en cuando acude al grupo formado por Kumba, Mochilo, Gazpacho y Pincho para que ayuden a resolver los problemas del pueblo.
- Alcachofo: como su nombre indica es una alcachofa y un pirata malvado. Tiene un parche en un ojo, un garfio en una de sus manos y la única pata que tiene es de madera. Muchas veces atenta contra los Fruittis.
- Monus: Un mono científico que realiza crueles experimentos con los animales de la isla a la que los fruittis se mudan tras expulsarle.
- Gorilón: Como su nombre indica, es un gorila grande y torpe, que actúa de esbirro de Monus.
- Escarolo: Personaje que apareció en los últimos episodios de la serie y que llevaba una escarola en la cabeza.
- Rábano: El Fruitti americano. Personaje que aparece en el episodio 11, Los Fruittis en América. Según él mismo dice en su presentación, trabaja en la industria del cine, más concretamente en efectos especiales. Lleva calzado deportivo tipo Converse All Stars.

## Equipo técnico y reparto

### Equipo técnico
- Producción: D'Ocon Films Productions.
- Grabación: Videocomunicación (eps. 1-26) y Sincronía (eps. 27-91).
- Idea original: Antoni D'Ocon.
- Guion: Josep-Lluís Viciana y Antoni D'Ocon.
- Música: Josep Roig.
- Dirección y producción ejecutiva: Antoni D'Ocon.
- Ilustraciones: Segundo García.
- Dirección y ajuste de grabación: Ramón Puig (eps. 1-26), Ramiro de Maeztu (eps. 27-¿?) y Salvador Aldeguer (eps. ¿?-91).

### Reparto
| Personaje | Actor de voz (España)                  |
| --------- | -------------------------------------- |
| Kumba     | Luisita Soler (eps. 1-26)              |
| Kumba     | Miriam Valencia (eps. 27-91)           |
| Mochilo   | Ramón Puig (eps. 1-26)                 |
| Mochilo   | Salvador Aldeguer (eps. 27-91)         |
| Gazpacho  | Rafael Turia (eps. 1-26)               |
| Gazpacho  | Francisco Andrés Valdivia (eps. 27-91) |
| Pincho    | Joan Pera (eps. 1-26)                  |
| Pincho    | Nacho Aldeguer (eps. 27-91)            |

## Episodios
1. El volcán de Los Fruittis (30 de septiembre de 1990)
2. El enigma de los gigantes (7 de octubre de 1990)
3. La botella flotante (14 de octubre de 1990)
4. El pantano de las tortugas (21 de octubre de 1990)
5. La rebelión de las flores (28 de octubre de 1990)
6. Viaje a Canadá (4 de noviembre de 1990)
7. La montaña del terror (11 de noviembre de 1990)
8. Fiebre de primavera (18 de noviembre de 1990)
9. Viaje a la China (25 de noviembre de 1990)
10. La antorcha Olímpica (2 de diciembre de 1990)
11. Los Fruittis en América (9 de diciembre de 1990)
12. El lobito (16 de diciembre de 1990)
13. El cardo bromista (23 de diciembre de 1990)
14. Los aventureros del aire (30 de diciembre de 1990)
15. Viaje a México (6 de enero de 1991)
16. El patito listo (13 de enero de 1991)
17. La lámpara mágica (20 de enero de 1991)
18. Una noche de miedo (27 de enero de 1991)
19. La isla de hielo (3 de febrero de 1991)
20. Un Fruitti en París (10 de febrero de 1991)
21. Las plumas mágicas (17 de febrero de 1991)
22. Perdidos en el ártico (24 de febrero de 1991)
23. Rumbo a Oriente (3 de marzo de 1991)
24. El ladrón de París (10 de marzo de 1991)
25. El ladrón de flores (17 de marzo de 1991)
26. La lluvia de la discordia (24 de marzo de 1991)
27. El fantasma marino (31 de marzo de 1991)
28. El concurso de pintura (7 de abril de 1991)
29. La Fruitti de Arizona (14 de abril de 1991)
30. El canto de las sirenas (21 de abril de 1991)
31. La selva en llamas (28 de abril de 1991)
32. El libro de Rigoletto (5 de mayo de 1991)
33. Un día tranquilo (12 de mayo de 1991)
34. El partido de rugby (19 de mayo de 1991)
35. Los aventureros del mar (26 de mayo de 1991)
36. Operación rescate (2 de junio de 1991)
37. El jabalí jefe (9 de junio de 1991)
38. En busca de Cardo (16 de junio de 1991)
39. El garbanzo espacial (23 de junio de 1991)
40. Viaje al Himalaya (30 de junio de 1991)
41. El mago Malaúva (7 de julio de 1991)
42. La isla flotante (14 de julio de 1991)
43. La montaña de los espíritus (21 de julio de 1991)
44. Una extraña sequía (28 de julio de 1991)
45. La gran pirámide (4 de agosto de 1991)
46. La selva en peligro (11 de agosto de 1991)
47. Vacaciones en Canarias (18 de agosto de 1991)
48. El cumpleaños de Pincho (25 de agosto de 1991)
49. El rey presumido (1 de septiembre de 1991)
50. La rana encantada (8 de septiembre de 1991)
51. El desierto de los cactus (15 de septiembre de 1991)
52. Aventura en el Polo (22 de septiembre de 1991)
53. Gazpacho se casa (29 de septiembre de 1991)
54. El más más que los demás (6 de octubre de 1991)
55. Día nocturno (13 de octubre de 1991)
56. Los árboles parlantes (20 de octubre de 1991)
57. De Polo a Polo (27 de octubre de 1991)
58. Empacho de deseos (3 de noviembre de 1991)
59. Expedición peligro (10 de noviembre de 1991)
60. Mensaje de alegría (17 de noviembre de 1991)
61. El mundo al revés (24 de noviembre de 1991)
62. Las fábulas de Gazpacho (1 de diciembre de 1991)
63. Flores inodoras (8 de diciembre de 1991)
64. Gazpacho alcalde (15 de diciembre de 1991)
65. ¡Al agua, fruittis! (22 de diciembre de 1991)
66. ¿Todos los caminos llevan a París? (29 de diciembre de 1991)
67. El cumpleaños de Gazpacho (5 de enero de 1992)
68. La inspiración de Pinchurrito (12 de enero de 1992)
69. Cada uno por su lado (19 de enero de 1992)
70. Ola de calor (26 de enero de 1992)
71. Una excursión de verano (2 de febrero de 1992)
72. Monsieur Gazpacheau (9 de febrero de 1992)
73. Juegos fruittolímpicos (16 de febrero de 1992)
74. Mundo subterráneo (23 de febrero de 1992)
75. Incendios de verano (1 de marzo de 1992)
76. Cinco semanas y pico en globo (8 de marzo de 1992)
77. La máquina del tiempo (15 de marzo de 1992)
78. Una aventura de los Fruittis (22 de marzo de 1992)
79. La tierra de las maravillas (29 de marzo de 1992)
80. La isla del pirata (5 de abril de 1992)
81. ¿Dónde está el verano? (12 de abril de 1992)
82. La nueva vida (19 de abril de 1992)
83. Gazpacho cuida mascotas (26 de abril de 1992)
84. Misión: La Tierra (3 de mayo de 1992)
85. Remolashyn Monrou (10 de mayo de 1992)
86. Peligro en el pantano (17 de mayo de 1992)
87. Las catacumbas (24 de mayo de 1992)
88. Los Fruittis en el país del dragón (31 de mayo de 1992)
89. Señorita Zoo (7 de junio de 1992)
90. Kumba está triste (14 de junio de 1992)
91. Los Fruittis durmientes (21 de junio de 1992)